# Al-Shabab (Dubai)
Al-Shabab Al Arabi Club was een voetbalclub uit Dubai in de Verenigde Arabische Emiraten. De club werd opgericht in 1958. In 2017 fuseerde de club met Al-Ahli FC en Dubai CSC tot Shabab Al-Ahli.

## Erelijst
Landskampioen
1989/90, 1994/95, 2007/08
Beker
Winnaar:  1980/81, 1989/90, 1993/94, 1996/97
Finalist: 1974/75,1986/87,1988/89,1998/99

## Bekende (ex-)spelers
- Marcos Assunção
- Ruud Boymans
- Ali Daei
- Denílson
- Jô
- Azizbek Haydarov
- Henrique Luvannor
- Mehrdad Oladi
- Mirjalol Qosimov
- Salem Saad
- Prince Tagoe
- Tomás De Vincenti

## Bekende (ex-)trainers
- Rinus Israël
- Marcos Paquetá
- Claude Le Roy
- Fred Rutten
- Eric Viscaal (jeugd)